# FHM
FHM o For Him Magazine (en idioma inglés, 'revista 
para él') es una revista mensual para hombres. Fue publicada por primera vez en el Reino Unido en 1985 con el nombre de For Him, el cual cambió a FHM once años después. Creada por Chris Astridge, la revista se basaba principalmente en la moda y era distribuida a través de outlets de ropa masculina. Su circulación se expandió a los quioscos de diarios y comenzó a ser editada trimestralmente en 1987. FHM fue vendida por la compañía EMAP a su símil alemana Bauer Verlagsgruppe en diciembre de 2007.
Luego de la aparición de la revista Loaded —considerada la Blueprint de las revistas masculinas— For Him redefinió su postura editorial para competir con el mercado en expansión, introduciendo un suplemento deportivo. Luego comenzó a ser publicada mensualmente y acortó su nombre a FHM. Posteriormente, fue editada internacionalmente.
En diciembre de 2006 se anunció que la versión impresa de la FHM estadounidense sería descontinuada tras la edición de marzo de 2007 para convertirla en una revista de formato completamente digital: FHM Online.

## Contenido
Además de los reportajes fotográficos, la revista contiene artículos sobre una gran variedad de tópicos, incluyendo los perfiles de deportistas, música, cine, crítica literaria, chismes, editoriales de moda masculina, la "escena del bar" en diferentes locaciones, relatos eróticos de hombres y una extensa discusión sobre técnicas sexuales.

## FHMen otros medios
Originalmente, la publicación era simplemente una revista, pero en los últimos años la marca se ha expandido a otros medios de comunicación. Esto incluye diferentes sitios web para cada país donde se publica FHM, cada uno con contenido local. En algunos países, las imágenes y videos de la revista se pueden descargar a teléfonos móviles.
FHM TV fue también el nombre de una estación televisiva de música en el Reino Unido. Era un bloque de programación en el canal asociado -propiedad de EMAP- Q TV. El canal exhibía programas musicales como "Yummy mummys", "FHM dance" y "Now thats hot!", el cual consistía principalmente de videos musicales. Este formato terminó en octubre de 2007.

## FHMen otros países
Para enero de 2007, FHM publica 28 ediciones por mes, incluyendo ediciones en Rusia, Estados Unidos, República Checa, Noruega, Dinamarca, Rumania, Croacia, Australia, Estonia, Nueva Zelanda, Francia, Letonia, Lituania, Indonesia, Taiwán, Portugal, Malasia, India, México, los Países Bajos, Venezuela, Tailandia, Filipinas, Serbia, Sudáfrica, España, Eslovenia, Suecia, Singapur, Bulgaria, Grecia, Alemania, Hungría y Turquía.